# Міжурядова організація
Міжнародна міжурядова організація — об'єднання суверенних держав, створене для досягнення спільних цілей в політичній, економічній, соціальній, науково-технічній і культурній сферах у відповідності з міжнародним правом на основі багатостороннього міжнародного договору.
Коротке визначення поняття міжнародної міжурядової організації дано у резолюції Економічної і Соціальної Ради ООН від 27 лютого 1950 р.: «Це організації, створені за угодою між державами, членами яких є самі держави».